# シロタエ
シロタエ（白妙、学名：Cerasus Sato-zakura Group ‘Sirotae’ Koidz.、シノニム：Cerasus serrulata ‘Sirotae’）は、バラ科サクラ属のサクラで、オオシマザクラ系の栽培品種のサトザクラ群のヤエザクラ。江戸時代には存在していた品種で、荒川堤が発祥のサクラである。
樹形は盃状で、樹高は高木、花弁は八重咲きで白色の大輪の花をつける。東京での花期は4月中旬。
- 日本花の会 結城農場にて